# Eagle Mountain (Minnesota)

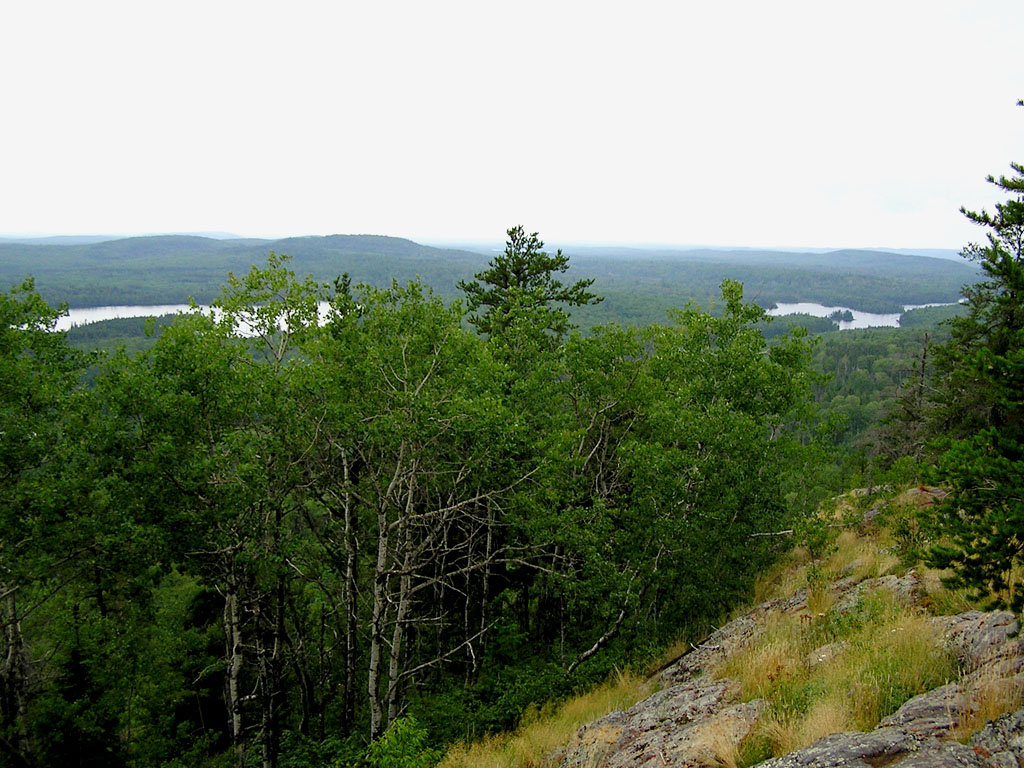
Ausblick vom Eagle Mountain

Der Eagle Mountain ist ein Berg im US-Bundesstaat Minnesota. Mit einer Höhe von 701 Metern ist er die höchste Erhebung des Bundesstaates. Er liegt im Nordosten des Staates im Cook County.
Der Eagle Mountain ist Teil der Misquah Hills im Kanadischen Schild. Er ist in den Naturschutzgebieten der Boundary Waters Canoe Area Wilderness und des Superior National Forest gelegen und kann mit einem Höhenunterschied von 168 Metern über einen rund 5,6 Kilometer langen, ausgewiesenen Wanderweg erreicht werden.
Der mit einer Höhe von 185 Metern niedrigste Punkt von Minnesota, der Obere See, ist lediglich 24 Kilometer vom Eagle Mountain entfernt. 